# Cephalonoplos
Cephalonoplos là một chi thực vật có hoa trong họ Cúc (Asteraceae).

## Loài
Chi Cephalonoplos gồm các loài: